# برنامج خفي

مكونات بعض لينكس

البرنامج الخفي أو البرنامج الخلفي (بالإنجليزية:  Daemon)‏ (ومعناه العفريت أو الجني) (و في أحد التراجم العربية ناطر) هو برنامج يعمل بشكل خفي دون أن يلاحظه المستخدم.

## نبذة
في أنظمة التشغيل متعددة المهام مثل اليونكس البرنامج الخفي هو برنامج يعمل في خلفية النظام بعيدا عن التحكم المباشر من المستخدم وغالبا ما يبدأ عمله عملية خلفية مع بداية تشغيل النظام.
غالبا ما تقوم هذه البرامج بعمليات مثل الاستجابة لنداءات من الشبكة، من عتاد الحاسوب أو من برامج أخرى. هذه البرامج يمكنها أيضا ضبط عتاد الحاسوب، تشغيل بعض المهام وأنواع كثيرة أخرى من العمليات.

## التاريخ
أول من استخدم مصطلح Daemon الإنجليزي -والذي يعني العفريت- مجموعةٌ من المبرمجين بعد أخذ الاسم من عفريت ماكسويل. وعفريت ماكسويل هي تجربة افتراضية، تنفذ بانتظام في الخلفية، اقترحها الفيزيائي الإسكوتلندي جيمس كلارك ماكسويل عام 1871، تقوم بتصنيف الذرات حسب السرعات.
و في الحضارة الإغريقية، العفاريت هي شخصيات خفية، بعضها ينفذ مهام لا تكترث بها الآلهة، ومن هنا بدأ استخدام مصطلح عفريت النظام علي أنظمة التشغيل يونكس لوصف المهام التي تنفذ في الخلفية ولا يكترث بها المستخدم. البرامج التي تقوم بأعمال شبيهة بأعمال عفاريت اليونكس، تسمي بخدمات ويندز وتسمى عمليات خلفية دون وجه علي نظام ماك أو إس.